# Теофил Димић
Теофил Димић (Баваниште код Ковина, 1828 — Сремски Карловци, 5. фебруар 1912) био је учесник српске револуције 1848—1849. године, просветни радник у време српског народног препорода у Војводини: професор Карловачке гимназије, надзорник српских школа у Срему, директор препарандије у Сремској Митровици и научник.

## Биографија
Теофил (Теја) Димић је рођен 1828. године у месту Баваниште код Ковина у Банату од оца Саве, свештеника, и мајке Марте. Похађао је богословију у Вршцу.

### Револуција 1848—1849.
Заједно са најстаријим братом Аксентијем, свештеником, Теофил Димић је представљао Баваниште у Мајској скупштини 1848. у Сремским Карловцима. Ту је изабран у Главни народни одбор, који је, на челу са Ђорђем Стратимировићем, израдио устав за Српску Војводину и служио као њена влада.  У разним саставима Главног одбора Димић је био члан Финансијско-економске управе, Војног савета и Врховног суда . Врховни суд је у јулу 1848. због сарадње са мађарском страном на затворску казну осудио Јакова Игњатовића, који је и поред тога Димића у својим мемоарима описао као младог човека коме је у центру револуционарног покрета „више стало до човечанства него до фанатизма”. Димић је део својих сећања на време револуције и оружане сукобе објавио у новинама Бранику и Застави.

### Просветни рад
После пропасти политичке самоуправе Срба и успостављања царске круновине а касније мађарске власти у Војводини, Димић се посветио научно-просветном раду.  Био је архивар Карловачке патријаршије. Од 1853. је предавао на Карловачкој гимназији, прво као суплент па као професор природних наука, математике и немачког језика. 1858. је прешао у Сремску Митровицу на положај директора препарандије и надзорника (инспектора) српских народних школа у Срему одн. на теријторији Петрoварадинске регименте, где је допринео развоју српског школства. Био је међу оснивачима Српске грађанске читаонице, данашње библиотеке у Сремској Митровици 1866. године..

### Научник
Као научник се посебно бавио ботаником и зоологијом. 1856. године је надопунио хербаријум који је започео Андреj Волни 1797. године у Карловачкој гимназији и који се и данас тамо чува као заштићен споменик природе. Изучавао је сремску флору и народне називе биљака.  Био је члан аустријског зоолошко-ботаничког друштва (нем. Zoologisch-botanische Gesellschaft).
Као универзални учењак, био је такође дописник царске и краљевске централне комисије за истраживање и одржавање уметничких и историјских споменика (нем. Königlich-kaiserliche Central-Commission für Erforschung und Erhaltung der Kunst- und historischen Denkmale). На подстицај Српског ученог друштва 1867. године је истражио последње године живота Филипа Вишњића у сремском селу Грк (данас Вишњићево).
Умро је 5. фебруара 1912. године у Сремским Карловцима, где је и сахрањен.
Теофил Димић није имао деце. Имао је три старија брата, два свештеника и једног трговца, и једног млађег брата, лекара. Иначе, разграната породица Димић води порекло од Диме Путника, Цинцарина који се из Егејске Македоније доселио у Војводину у време сеоба средином 18. века, и дала је бројне научно-просветне раднике, укључујући Аксентија, Теодора, Петра, Ђуру Б., Душана (Гугу), Платона Димића и Емилију Димић, жену Богољуба Јовановића.
У његову част, библиотека у родном Баваништу, огранак ковинске библиотеке „Вук Караџић“, носи име „Теофил Димић“.